# Chinte

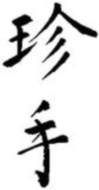
Kalligraphie von Chinte

Chinte (japanisch 珍手, dt. seltene Hand) ist eine Kata im Karate. Geübt wird diese Kata sowohl in den Stilen Shōtōkan, Shōtōkai, als auch im Shitō-ryū und Shōrin-ryū.

## Name
Chinte hat seinen vermutlichen Ursprung in sehr selten angewendeten Angriff und Kontertechniken auf Vitalpunkte (Augen, Nase, Rippen). Repräsentativ für diese Kata ist z. B. Nihon nukite (Zweifingerstich in die Augen) (二本貫手) sowie die stark kreisförmigen Bewegungselemente. Chinte besitzt eine seltsam anmutende Endsequenz aus drei kleiner werdenden Sprüngen. Diese werden teilweise als einfache Rückkehr auf den Enbusen-Ausgangspunkt gesehen, da dabei davon ausgegangen wird, dass der korrekte Abschluss nicht überliefert oder vergessen wurde. Eine andere Deutungsweise liegt in der Verstärkung einer Hebel- oder Haltetechnik.